# Stefan Herbst
Stefan Herbst (* 17. Mai 1978 in Leipzig) ist ehemaliger deutscher Schwimmer. Er wurde mit deutschen Freistilstaffeln Europameister und zweimal Weltmeisterschaftsdritter.

## Werdegang
Herbst ist der Bruder der ebenfalls in Leipzig geborenen erfolgreichen Schwimmerin Sabine Klenz (* 27. Juni 1974). Er ist Mitglied des Schwimmvereins SSV in Leutzsch. Er wurde zu seiner Aktivenzeit von seiner Mutter Eva Herbst trainiert. Seit dem 1. Januar 2017 ist er als Landestrainer des Schleswig-Holsteinischen Schwimmverbandes tätig.

## Sportliche Erfolge

### Olympische Spiele
Bei den Olympischen Spielen 2000 in Sydney wurde er mit der deutschen 4 × 100-m-Freistilstaffel (mit Torsten Spanneberg, Christian Tröger und Stephan Kunzelmann) in 3:17,77 Minuten Vierter. Mit der 4 × 200-m-Freistilstaffel (mit Stefan Pohl, Christian Keller und Christian Tröger) wurde er in 7:20,19 Minuten Sechster.
Bei den folgenden Olympischen Spielen 2004 in Athen wurde er mit der 4 × 100-m-Freistilstaffel (mit Jens Schreiber, Lars Conrad und Torsten Spanneberg) Achter. Über 200 m Freistil verpasste er das Finale.

### Weltmeisterschaften
Sein erster internationaler Einsatz hatte er bei den Weltmeisterschaften 1998 in Perth, hier wurde er mit der 4 × 100-m-Freistilstaffel Vierter und beim 4. Platz der 4 × 200-m-Freistilstaffel kam er im Vorlauf zum Einsatz.
Bei den Weltmeisterschaften 2001 in Fukuoka gewann er mit der 4 × 100-m-Freistilstaffel (mit Torsten Spanneberg, Lars Conrad und Sven Lodziewski) in 3:17,52 Minuten die Bronzemedaille. Die deutsche Staffel musste der australischen und der niederländischen Staffel mit den Starschwimmern Ian Thorpe und Pieter van den Hoogenband den Vortritt lassen und schlug knapp 3 Sekunden hinter den Zweitplatzierten an.
Zwei Jahre später, bei den Weltmeisterschaften 2003 in Barcelona, erreichte er mit der 4 × 200-m-Freistilstaffel (zusammen mit Johannes Oesterling, Lars Conrad und Christian Keller) in 7.14,02 Minuten hinter Australien und den Vereinigten Staaten ebenfalls die Bronzemedaille. Mit der 4 × 100-m-Freistilstaffel (mit Jens Thiele, Torsten Spanneberg und Lars Conrad) wurde er zwar nur Fünfter, die Staffel schwamm aber in 3:15,98 Minuten neuen deutschen Rekord.
Bei den Weltmeisterschaften 2005 in Montreal wurde er mit der 4 × 100-m-Freistilstaffel Sechster und mit der 4 × 100-m-Freistilstaffel Siebter. Die 4 × 100-m-Lagenstaffel, in der er im Vorlauf mitschwamm, wurde immerhin Vierter. Bei seinem Einzelstart über 200 m Freistil verpasste er das Finale knapp und schaffte in 1:48,72 Minuten Rang 11.
Die Weltmeisterschaften 2007 in Melbourne verliefen für ihn insgesamt enttäuschend. Er schied über 200 m Freistil mit 1:50,25 Minuten schon im Vorlauf aus und mit der 4 × 200-m-Freistilstaffel (mit Paul Biedermann, Benjamin Starke und Lars Conrad) verpasste er knapp das Finale und wurde Neunter.

### Europameisterschaften
Seine ersten internationalen Erfolge konnte er bei den Europameisterschaften 2000 in Helsinki feiern. Dort gewann er mit der deutschen 4 × 100-m-Freistilstaffel (mit Lars Conrad, Christian Tröger und Stephan Kunzelmann) knapp geschlagen von der russischen Staffel die Silbermedaille. Mit der 4 × 200-m-Freistilstaffel (mit Michael Kiedel, Christian Keller und Stefan Pohl) erreichte er in 7:18,96 Minuten ebenfalls Silber, diesmal wurde die deutsche Staffel von Italien mit 2,5 Sekunden Vorsprung deutlicher geschlagen. Im Einzel wurde er über 200 m Freistil in 1:50,35 Minuten Fünfter.
Sein erfolgreichster internationaler Wettbewerb sollten die Europameisterschaften 2002 in Berlin werden. Dort wurde er Europameister mit der 4 × 100-m-Freistilstaffel (mit Lars Conrad, Torsten Spanneberg und Stephan Kunzelmann) in 3:17,67 Minuten und nur acht Hundertstel Sekunden Vorsprung vor der schwedischen Staffel. Mit der 4 × 200-m-Freistilstaffel (mit Moritz Zimmer, Stefan Pohl und Lars Conrad) gewann er in 7:17,59 Minuten hinter Italien die Silbermedaille, mit der 4 × 100-m-Lagenstaffel (mit Stev Theloke, Jens Kruppa und Thomas Rupprath) in 3:37,05 Minuten hinter Russland und Frankreich die Bronzemedaille. Im Einzelfinale über 200 m Freistil wurde er in 1:49,63 Minuten Achter.
Bei den Europameisterschaften 2004 in Madrid waren keine deutschen Staffeln am Start, weil der Deutsche Schwimm-Verband wegen der Vorbereitung auf die Olympischen Spiele 2004 nur ein Minimalteam nach Spanien schickte.
Bei den Europameisterschaften 2006 in Budapest wurde er enttäuschenderweise mit der 4 × 100-m-Freistilstaffel nur Fünfter und mit der 4 × 100-m-Freistilstaffel nur Siebter.

### Deutsche Meisterschaften
Der für den SSV Leutzsch startende Stefan Herbst wurde zwischen 2000 und 2003 vier Jahre hintereinander Deutscher Meister über 200 m Freistil. Dabei steigerte er seine Leistung von 1:49,75 Minuten über 1:49,65 Minuten bis auf 1:49,27 Minuten. 2003 wurde er in einer Zeit von 49,64 Sekunden auch Deutscher Meister über 100 m Freistil. Mit der 4 × 100-m-Lagenstaffel des SSV Leutzsch wurde er ebenfalls dreimal Deutscher Meister (1999–2001). Bei den Deutschen Meisterschaften 2004 kam er über 200 m Freistil hinter Jens Schreiber auf den zweiten Platz. Bei den Deutschen Meisterschaften 2006 wurde er über 100 m Freistil Dritter und musste Marco di Carli den Vortritt lassen.